# Lista światowego dziedzictwa UNESCO w Omanie
Lista światowego dziedzictwa UNESCO w Omanie – lista miejsc w Omanie wpisanych na listę światowego dziedzictwa UNESCO, ustanowionej na mocy Konwencji w sprawie ochrony światowego dziedzictwa kulturowego i naturalnego, przyjętej przez UNESCO na 17. sesji w Paryżu 16 listopada 1972 i ratyfikowanej przez Oman 6 października 1981 roku.
Obecnie (stan w 2019 roku) na liście znajduje się pięć obiektów dziedzictwa kulturowego.
W 2007 roku Komitet Światowego Dziedzictwa podjął decyzję o usunięciu z listy „rezerwatu oryksów arabskich”, który został wpisany na listę w 1994 roku. Powodem była jednostronna decyzja rządu w Omanie o zmniejszeniu powierzchni rezerwatu o 90%.  Był to pierwszy w historii przypadek usunięcia obiektu z listy.
Na omańskiej liście informacyjnej UNESCO – liście obiektów, które Oman zamierza rozpatrzyć do zgłoszenia do wpisu na listę światowego dziedzictwa, znajduje się 7 obiektów (stan w roku 2019).

## Obiekty na liście światowego dziedzictwa UNESCO
Poniższa tabela przedstawia omańskie obiekty na liście światowego dziedzictwa UNESCO:
Nr ref. – numer referencyjny UNESCO;
Obiekt – polskie tłumaczenie nazwy wpisu na liście wraz z jej angielskim oryginałem;
Położenie – miasto, muhafaza; współrzędne geograficzne;
Typ – klasyfikacja według Komitetu Światowego Dziedzictwa: 
- kulturowe (K),
- przyrodnicze (P),
- kulturowo–przyrodnicze (K,P);

Rok wpisu – roku wpisu na listę;
Opis – krótki opis obiektu wraz z informacjami o jego zagrożeniu.
     usunięte z listy
| Nr ref. | Obiekt                                                                                            | Zdjęcie | Położenie | Typ         | Rok  | Opis |
| ------- | ------------------------------------------------------------------------------------------------- | ------- | --- | ----------- | ---- | --- |
| 433     | Fort Bahla Bahla Fort                                                                             |         | Bahla, Al-Mintakat ad-Dachilijja 22°57′52,0″N 57°18′02,8″E/22,964444 57,300778                                         | K (iv)      | 1987 | Monumentalna twierdza wzniesiona z suszonej cegły w XVII wieku przez dynastię Nabhani. |
| 434     | Stanowiska archeologiczne Bat, Al-Chatm i Al-Ajn Archaeological Sites of Bat, Al-Khutm and Al-Ayn |         | Mintakat az-Zahira 23°16′11,5″N 56°44′42,0″E/23,269861 56,745000                                                       | K (iii)(iv) | 1988 | Trzy sąsiadujące obok siebie stanowiska archeologiczne – prehistoryczne osiedla i nekropolie z III w. p.n.e. |
| 1010    | Szlak kadzidła Land of Frankincense                                                               |         | Muhafazat Zufar 18°15′12,0″N 53°38′51,3″E/18,253330 53,647590                                                          | K (iii)(iv) | 2000 | Fragment średniowiecznego szlaku kadzidlanego, z kadzidłowcami, ruinami miast Khor Rori i Al-Balid oraz pozostałościami oazy – symbol kwitnącego w regionie handlu kadzidłem.                                                                                 |
| 1207    | Systemy nawadniania typu afladż Aflaj Irrigation Systems of Oman                                  |         | Al-Mintakat asz-Szarkijja, Mintakat al-Batina, Al-Mintakat ad-Dachilijja 22°59′56,0″N 57°32′09,8″E/22,998889 57,536056 | K (v)       | 2006 | Pięć spośród 3000 wciąż użytkowanych systemów irygacyjnych typu afladż zapoczątkowanych w roku 500 n.e. Woda pompowana jest z głębokich podziemnych źródeł i transportowana na pola uprawne wykorzystując siłę grawitacji poprzez system specjalnych kanałów. |
| 1537    | Dawne miasto Qalhat Ancient City of Qalhat                                                        |         | Prowincja Południowo-Wschodnia 22°42′00″N 59°22′00″E/22,700000 59,366667                                               | K (ii)(iii) | 2018 | Druga stolica królestwa Ormuzu (X–XVII w.), przez stulecia ważny port, zniszczona w 1508 roku – nigdy nie odbudowana. Ruiny zachowane do XXI w.. Najlepiej zachowanym budynkiem jest mauzoleum Bibi Marjam.                                                   |
|         | Rezerwat antylopy arabskiej oryks The Arabian Oryx Sanctuary                                      |         | Prowincja Centralna (Oman) 19°42′00″N 57°00′00″E/19,700000 57,000000                                                   | K (v)       | 1994 | Usunięty z listy w 2007 roku z powodu jednostronnej decyzji rządu w Omanie o zmniejszeniu powierzchni rezerwatu o 90%. |

## Obiekty na omańskiej Liście Informacyjnej UNESCO
Poniższa tabela przedstawia obiekty na omańskiej Liście Informacyjnej UNESCO:
Nr ref. – numer referencyjny UNESCO;
Obiekt – polskie nazwa obiektu wraz z jej angielskim oryginałem na omańskiej Liście Informacyjnej;
Położenie – miasto, muhafaza; współrzędne geograficzne;
Typ – klasyfikacja według zgłoszenia: 
- kulturowe (K),
- przyrodnicze (P),
- kulturowo–przyrodnicze (K,P);

Rok wpisu – roku wpisu na Listę Informacyjną;
Opis – krótki opis obiektu wraz z informacjami o jego zagrożeniu.
| Nr ref. | Obiekt | Zdjęcie | Położenie | Typ                    | Rok  | Opis |
| ------- | --- | ------- | --- | ---------------------- | ---- | --- |
| 497     | Forty Ar-Rustak i Al-Hazm The forts of Rostaq and al-Hazm                                                                                 |         | Mintakat al-Batina 23°23′00″N 57°25′00″E/23,383333 57,416667                                                      | K                      | 1988 | Monumentalne fortece w Ar-Rustak. |
| 5832    | Rezerwat przyrody wysp Al-Hallanijja Al Hallaniyyat Islands Proposed Nature Reserve                                                       |         | Muhafazat Zufar 17°30′52″N 056°01′29″E/17,514444 56,024722                                                        | P (x)                  | 2013 | Oman zaproponował utworzenie rezerwatu obejmującego cztery główne wyspy, w tym wyspę Al-Hallanijja, i jedną mniejszą, w celu ochrony miejsc składania jaj przez żółwie morskie, raf koralowych i występujących tu licznie ptaków – gniazduje tu m.in. burzyk równikowy i faeton białosterny. |
| 5833    | Rezerwat przyrody Barr al-Hikman Bar al Hakman Proposed Nature Reserve                                                                    |         | Prowincja Centralna 20°29′00″N 58°22′00″E/20,483333 58,366667                                                     | P (x)                  | 2013 | Oman zaproponował utworzenie rezerwatu obejmującego teren półwyspu Barr al-Hikman – jednego z najważniejszych obszarów zimowania ptaków na Półwyspie Arabskim. Zanotowano tu występowanie 140 gatunków ptaków.                                                                               |
| 5834    | Rezerwat przyrody Dżabal Samhan Smahan's Mountain Nature Reserve                                                                          |         | Muhafazat Zufar 17°12′26″N 54°57′13″E/17,207222 54,953611                                                         | P (vii)(x)             | 2013 | Utworzony w 1997 roku rezerwat jest największym w Omanie. Występuje tu m.in. zagrożony wyginięciem koziorożec nubijski, krytycznie zagrożony lampart arabski i zębiełek omański. |
| 5839    | Rezerwat przyrody Al-Dimaníjat al Dimaniyyat Islands Nature Reserve                                                                       |         | Muhafazat Maskat 23°51′22″N 58°04′30″E/23,856000 58,075000                                                        | P (x)                  | 2013 | Utworzony w 1996 roku rezerwat obejmuje archipelag dziewięciu wysp. Gniazdują tu m.in. faeton białosterny, rybołów zwyczajny, rybitwa różowa, rybitwa arabska, rybitwa brunatnogrzbieta, rybitwa czarnogrzbieta i rybołówka brunatna.                                                        |
| 5840    | Rezerwat żółwi morskich Ras al Hadd i Ras al-Dżinz Ras al Had Turtle Reserve and the Heritage Site of Ras al Jinz                         |         | Al-Mintakat asz-Szarkijja 22°31′59,1″N 59°47′53,9″E/22,533083 59,798306 22°25′53″N 59°46′57″E/22,431389 59,782500 | K, P (ii)(iii)(x)      | 2013 | Utworzony w 1996 roku rezerwat obejmuje 45 km wybrzeża, gdzie składają jaja żółwie zielone. |
| 5939    | Krajobraz kulturowy Bisji i Salut oraz ich pozostałości archeologiczne Cultural Landscape of Bisya & Salut and its Archaeological Remains |         | Al-Mintakat ad-Dachilijja 22°46′00″N 57°12′00″E/22,766667 57,200000                                               | K (ii)(iii)(iv)(v)(vi) | 2014 | Ośrodki osadnictwa w epoce brązu i epoce żelaza. |